# پورت رویال
پورت رویال نام بندری بوده در جنوب باختری جامائیکا. این بندر در ته پالیسادوز و در دهانهٔ بندر کینگستون جایداشته‌است. در نیمهٔ دوم سدهٔ هفدهم میلادی پورت رویال مرکز بازرگانی دریایی در دریای کارائیب بوده‌است. همچنین در زمانی که اسپانیا ابرقدرت بود پورت رویال پایگاه دریایی این کشور شمرده می‌شده‌است.

## تاریخچه

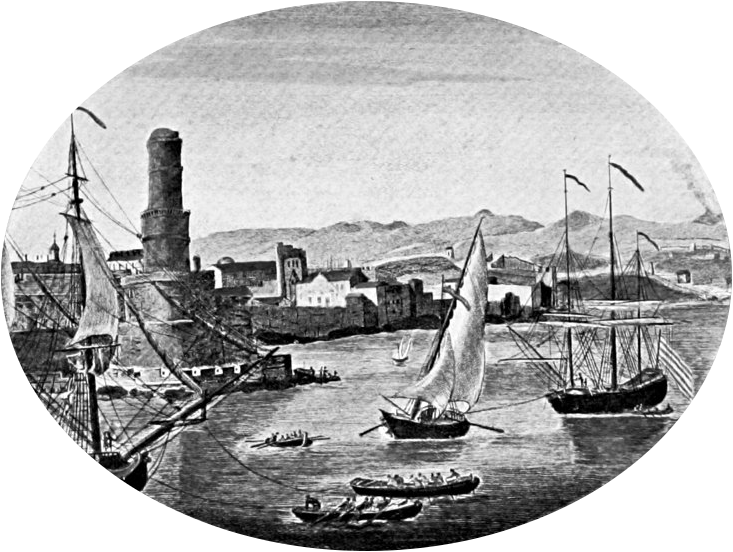
پورت رویال در پیش از ۱۶۹۲

با ناتوانی دولت‌های اروپایی در فرستادن نیروهای یاری‌رسان، دزدان دریایی بر مسیرهای دریایی پورت رویال جولان دادند و فرمانروایان شهر هم از سر ناچاری به ایشان گراییدند. در دههٔ ۱۶۶۰ اروپاییان این شهر را صدوم ینگه دنیا می‌خواندند چرا که پناه‌گاه دزدان، آدم‌کشان و روسپییان گشته‌بود.
انگلستان در نیمهٔ دوم سدهٔ ۱۷ اینجا را از دست اسپانیایی‌ها بیرون کشید. در ۱۶۹۲ زمین‌لرزه‌ای آسیب‌های فراوان به پورت رویال رساند و بسیاری از بارو و استحکامات آن را ویران نمود. در آینده در سدهٔ ۱۸ و نیز ۱۹ کوشش‌هایی برای بازسازی آنجا شد ولی آتش‌سوزی‌های پیاپی باز به ویرانی بیشتر پورت رویال انجامید. بخشی از شهر نیز در پی توفان‌های دریایی به زیر آب رفت.